# Куусисто, Пекка
Пе́кка Ку́усисто (фин. Pekka Kuusisto; род. 7 октября 1976, Эспоо, Финляндия) — финский скрипач. Представитель известной финской музыкальной династии: сын композитора Илкки Куусисто, внук композитора Танели Куусисто (1905—1988); брат Пекки Яакко Куусисто также известный композитор.
Начинал обучение музыке у Гезы Сильваи, затем учился в Академии Сибелиуса у Туомаса Хаапанена, и наконец у Мириам Фрид в школе музыки Индианского университета. В 1992 году занял третье место на Международном конкурсе скрипачей имени Карла Нильсена с сильным составом. В 1995 году Куусисто стал первым за 30 лет финном, выигравшим у себя на родине Международный конкурс скрипачей имени Сибелиуса; он был также отмечен специальным призом за лучшее исполнение скрипичного концерта Сибелиуса.
Вместе с братом Яакко является художественным руководителем фестиваля камерной музыки на озере Туусула.
Среди осуществлённых записей — скрипичные произведения И. С. Баха, В. А. Моцарта, С. С. Прокофьева, Я. Сибелиуса, С. И. Танеева (в том числе с оркестрами под управлением В. Д. Ашкенази, Л. Сегерстама).
Интересуясь, помимо академической музыки, джазом, фолком и электроникой, неоднократно совместно выступал с такими коллективами, как джаз-трио Töykeät, группа электроджаза Rinneradio, нойз-дуэт Fe-Mail и симфоник-метал группа Nightwish.
В 2016 году награждён высшей наградой Финляндии для деятелей искусства — медалью Pro Finlandia.